# Campeonato Brasileño de Fútbol 1972
El Campeonato Brasileño de Serie A 1972 fue el decimoséptimo torneo válido para el Campeonato Brasileño de Serie A. El torneo comenzó el 9 de septiembre y finalizó el 26 de diciembre del corriente año. El Palmeiras ganó el campeonato, el quinto título a nivel nacional del club.
La preocupación política de congregar un número cada vez mayor de clubes se tradujo en el aumento a 26 equipos (6 más que el año anterior), siendo incluidos un segundo club bahiano y por primera vez, un representante de los Estados de Amazonas, Pará, Alagoas, Sergipe y Rio Grande do Norte.

## Sistema de competición
Primera fase: los 26 clubes participantes son divididos en cuatro grupos, juegan todos contra todos en una ronda única. Clasifican los 4 primeros de cada grupo a la segunda fase.
Segunda fase: los 16 clubes antes clasificados se dividen en cuatro grupos, clasificando el ganador de cada uno a las semifinales del torneo.
Semifinales y final: partido único, el empate favorece al cuadro con mayor puntuación en el campeonato.

## Primera fase

### Grupo A
| Pos | Equipo        | PJ | PG | PE | PP | GF | GC | Dif | Pts |
| --- | ------------- | -- | -- | -- | -- | -- | -- | --- | --- |
| 1º  | Internacional | 25 | 11 | 12 | 2  | 34 | 20 | +14 | 34  |
| 2º  | Vasco da Gama | 25 | 10 | 10 | 5  | 23 | 15 | +8  | 30  |
| 3º  | São Paulo     | 25 | 11 | 6  | 8  | 45 | 31 | +14 | 28  |
| 4º  | América-RJ    | 25 | 8  | 10 | 7  | 19 | 21 | −1  | 26  |
| 5º  | Bahia         | 25 | 6  | 11 | 8  | 16 | 23 | −7  | 23  |
| 6º  | Sergipe       | 25 | 2  | 5  | 18 | 14 | 41 | −27 | 9   |

### Grupo B
| Pos | Equipo         | PJ | PG | PE | PP | GF | GC | Dif | Pts |
| --- | -------------- | -- | -- | -- | -- | -- | -- | --- | --- |
| 1º  | Palmeiras      | 25 | 14 | 8  | 3  | 39 | 15 | +24 | 36  |
| 2º  | Coritiba       | 25 | 12 | 9  | 4  | 34 | 17 | +17 | 33  |
| 3º  | Cruzeiro       | 25 | 12 | 9  | 4  | 37 | 20 | +17 | 33  |
| 4º  | Flamengo       | 25 | 10 | 8  | 7  | 21 | 20 | +1  | 28  |
| 5º  | Remo           | 25 | 5  | 15 | 5  | 21 | 20 | +1  | 25  |
| 6º  | Náutico Recife | 25 | 7  | 8  | 10 | 30 | 34 | −4  | 22  |
| 7º  | ABC Natal      | 25 | 4  | 7  | 14 | 20 | 33 | −13 | 15  |

### Grupo C
| Pos | Equipo            | PJ | PG | PE | PP | GF | GC | Dif | Pts |
| --- | ----------------- | -- | -- | -- | -- | -- | -- | --- | --- |
| 1º  | Corinthians       | 25 | 11 | 10 | 4  | 29 | 24 | +5  | 32  |
| 2º  | Atlético Mineiro  | 25 | 10 | 6  | 9  | 31 | 26 | +5  | 26  |
| 3º  | Botafogo          | 25 | 7  | 11 | 7  | 30 | 30 | 0   | 25  |
| 4º  | Santa Cruz Recife | 25 | 7  | 9  | 9  | 31 | 26 | -5  | 23  |
| 5º  | Nacional-AM       | 25 | 4  | 10 | 11 | 23 | 31 | -8  | 18  |
| 6º  | Portuguesa        | 25 | 4  | 9  | 12 | 25 | 37 | −12 | 17  |

### Grupo D
| Pos | Equipo          | PJ | PG | PE | PP | GF | GC | Dif | Pts |
| --- | --------------- | -- | -- | -- | -- | -- | -- | --- | --- |
| 1º  | Santos          | 25 | 11 | 9  | 5  | 31 | 19 | +12 | 31  |
| 2º  | Grêmio          | 25 | 10 | 8  | 7  | 22 | 26 | -4  | 28  |
| 3º  | Ceará           | 25 | 8  | 12 | 5  | 27 | 25 | +2  | 28  |
| 4º  | Fluminense      | 25 | 9  | 9  | 7  | 21 | 19 | +2  | 27  |
| 5º  | Vitória         | 25 | 6  | 10 | 9  | 13 | 26 | -13 | 22  |
| 6º  | América Mineiro | 25 | 3  | 12 | 10 | 18 | 28 | −10 | 18  |
| 7º  | CRB Alagoas     | 25 | 1  | 11 | 13 | 18 | 45 | −27 | 13  |

## Segunda Fase

### Grupo 1
| Pos | Equipo        | PJ | PG | PE | PP | GF | GC | Dif | Pts |
| --- | ------------- | -- | -- | -- | -- | -- | -- | --- | --- |
| 1º  | Internacional | 3  | 2  | 1  | 0  | 7  | 4  | +3  | 5   |
| 2º  | Vasco da Gama | 3  | 1  | 2  | 0  | 5  | 3  | +2  | 4   |
| 3º  | Flamengo      | 3  | 0  | 2  | 1  | 3  | 5  | -2  | 2   |
| 4º  | Cruzeiro      | 3  | 0  | 1  | 2  | 4  | 7  | -3  | 1   |

### Grupo 2
| Pos | Equipo     | PJ | PG | PE | PP | GF | GC | Dif | Pts |
| --- | ---------- | -- | -- | -- | -- | -- | -- | --- | --- |
| 1º  | Palmeiras  | 3  | 2  | 0  | 1  | 6  | 3  | +3  | 4   |
| 2º  | São Paulo  | 3  | 2  | 0  | 1  | 4  | 1  | +3  | 4   |
| 3º  | Coritiba   | 3  | 1  | 0  | 2  | 2  | 6  | -4  | 2   |
| 4º  | América-RJ | 3  | 1  | 0  | 2  | 3  | 5  | −2  | 2   |

### Grupo 3
| Pos | Equipo           | PJ | PG | PE | PP | GF | GC | Dif | Pts |
| --- | ---------------- | -- | -- | -- | -- | -- | -- | --- | --- |
| 1º  | Corinthians      | 3  | 1  | 2  | 0  | 1  | 0  | +1  | 4   |
| 2º  | Atlético Mineiro | 3  | 1  | 2  | 0  | 4  | 3  | +1  | 4   |
| 3º  | Ceará            | 3  | 0  | 2  | 1  | 1  | 2  | -1  | 2   |
| 4º  | Fluminense       | 3  | 0  | 2  | 1  | 2  | 3  | -1  | 2   |

### Grupo 4
| Pos | Equipo            | PJ | PG | PE | PP | GF | GC | Dif | Pts |
| --- | ----------------- | -- | -- | -- | -- | -- | -- | --- | --- |
| 1º  | Botafogo          | 3  | 2  | 1  | 0  | 6  | 2  | +4  | 5   |
| 2º  | Grêmio            | 3  | 1  | 1  | 1  | 2  | 2  | 0   | 3   |
| 3º  | Santos            | 3  | 1  | 0  | 2  | 3  | 3  | 0   | 2   |
| 4º  | Santa Cruz Recife | 3  | 1  | 0  | 2  | 3  | 7  | -4  | 2   |

## Finales
|  | Semifinales   | Semifinales   | Semifinales |          |           | Final     | Final | Final |  |
|  |               |               |             |          |           |           |       |       |  |
|  |               |               |             |          |           |           |       |       |  |
|  | Palmeiras     | Palmeiras     | 1           |          |           |           |       |       |  |
|  | Palmeiras     | Palmeiras     | 1           |          |           |           |       |       |  |
|  | Internacional | Internacional | 1           |          |           |           |       |       |  |
|  | Internacional | Internacional | 1           |          | Palmeiras | Palmeiras | 0     |       |  |
|  |               |               |             |          | Palmeiras | Palmeiras | 0     |       |  |
|  |               |               | Botafogo    | Botafogo | 0         |           |       |       |  |
|  | Botafogo      | Botafogo      | Botafogo    | Botafogo | 0         | 2         |       |       |  |
|  | Botafogo      | Botafogo      |             |          |           | 2         |       |       |  |
|  | Corinthians   | Corinthians   | 1           |          |           |           |       |       |  |
|  | Corinthians   | Corinthians   | 1           |          |           |           |       |       |  |
|  |               |               |             |          |           |           |       |       |  |

### Semifinales
| 20 de diciembre de 1972 | Palmeiras | 1:1 (0:1) | Internacional | Estadio Pacaembu, São Paulo      |                                  |
|                         | Nei 69'   |           | Tovar 15'     | Árbitro(s): Arnaldo Cezar Coelho | Árbitro(s): Arnaldo Cezar Coelho |

| 20 de diciembre de 1972 | Botafogo                          | 2:1 (1:1) | Corinthians     | Estadio Maracaná, Río de Janeiro |                              |
|                         | Jairzinho 25' · Nei Conceição 83' |           | Nélson Lopes 8' | Árbitro(s): Sebastião Rufino     | Árbitro(s): Sebastião Rufino |

### Final
| 23 de diciembre de 1972 | Palmeiras | 0:0 | Botafogo | Estadio Morumbi, São Paulo |  |
|                         |           |     |          | Árbitro(s): Agomar Martins |  |

- Con el empate, Palmeiras se consagró campeón, por sumar más puntos durante todo el campeonato (42, contra 33 de Botafogo).
| Bandera del estado de São Paulo |
| Campeón                         |
| Palmeiras 5.to título           |

- Palmeiras y Botafogo, campeón y subcampeón respectivamente, clasifican a Copa Libertadores 1973.

## Posiciones finales
- Dos puntos por victoria.
| Pos | Equipo            | Pts | PJ | PG | PE | PP | GF | GC | Dif |
| --- | ----------------- | --- | -- | -- | -- | -- | -- | -- | --- |
| 1   | Palmeiras         | 42  | 30 | 16 | 10 | 4  | 46 | 19 | 27  |
| 2   | Botafogo          | 33  | 30 | 10 | 13 | 7  | 38 | 31 | 7   |
| 3   | Internacional     | 40  | 29 | 13 | 14 | 2  | 42 | 25 | 17  |
| 4   | Corinthians       | 36  | 29 | 12 | 12 | 5  | 31 | 26 | 5   |
| 5   | Coritiba          | 35  | 28 | 13 | 9  | 6  | 36 | 23 | 13  |
| 6   | Cruzeiro          | 34  | 28 | 12 | 10 | 6  | 41 | 27 | 14  |
| 7   | Vasco da Gama     | 34  | 28 | 11 | 12 | 5  | 28 | 18 | 10  |
| 8   | Santos FC         | 33  | 28 | 12 | 9  | 7  | 34 | 22 | 12  |
| 9   | São Paulo FC      | 32  | 28 | 13 | 6  | 9  | 49 | 32 | 17  |
| 10  | Grêmio            | 31  | 28 | 11 | 9  | 8  | 24 | 18 | 6   |
| 11  | Atlético Mineiro  | 30  | 28 | 11 | 8  | 9  | 35 | 29 | 6   |
| 12  | Flamengo          | 30  | 28 | 10 | 10 | 8  | 24 | 25 | -1  |
| 13  | Ceará             | 30  | 28 | 8  | 14 | 6  | 28 | 27 | 1   |
| 14  | Fluminense        | 29  | 28 | 9  | 11 | 8  | 23 | 22 | 1   |
| 15  | América-RJ        | 28  | 28 | 9  | 10 | 9  | 22 | 26 | -4  |
| 16  | Santa Cruz Recife | 25  | 28 | 8  | 9  | 11 | 34 | 43 | -9  |
| 17  | Remo              | 25  | 25 | 5  | 15 | 5  | 21 | 20 | 1   |
| 18  | Bahia             | 23  | 25 | 6  | 11 | 8  | 16 | 23 | -7  |
| 19  | Náutico Recife    | 22  | 25 | 7  | 8  | 10 | 30 | 34 | -4  |
| 20  | Vitória           | 22  | 25 | 6  | 10 | 9  | 13 | 26 | -13 |
| 21  | Nacional-AM       | 18  | 25 | 4  | 10 | 11 | 23 | 31 | -8  |
| 22  | América Mineiro   | 18  | 25 | 3  | 12 | 10 | 18 | 28 | -10 |
| 23  | Portuguesa        | 17  | 25 | 4  | 9  | 12 | 25 | 37 | -12 |
| 24  | ABC Natal         | 15  | 25 | 4  | 7  | 14 | 18 | 33 | -15 |
| 25  | CRB Alagoas       | 13  | 25 | 1  | 11 | 13 | 18 | 45 | -27 |
| 26  | Sergipe           | 9   | 25 | 2  | 5  | 18 | 14 | 41 | -27 |

## Goleadores
| Pos. | Jugador        | Club             | Goles |
| ---- | -------------- | ---------------- | ----- |
| 1    | Dadá Maravilha | Atlético Mineiro | 17    |
| 1    | Pedro Rocha    | Sao Paulo        | 17    |
| 3    | Zé Roberto     | Coritiba FC      | 16    |
| 4    | Leivinha       | Palmeiras        | 15    |
| 5    | Campos         | Nacional-AM      | 14    |
| 6    | Valdomiro      | Internacional    | 12    |
| 7    | Roberto        | Remo             | 10    |
| 8    | Jairzinho      | Botafogo         | 9     |